# Герцог де Сома

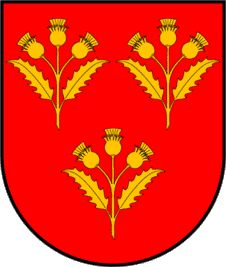
Герб семьи Фолк де Кардона.

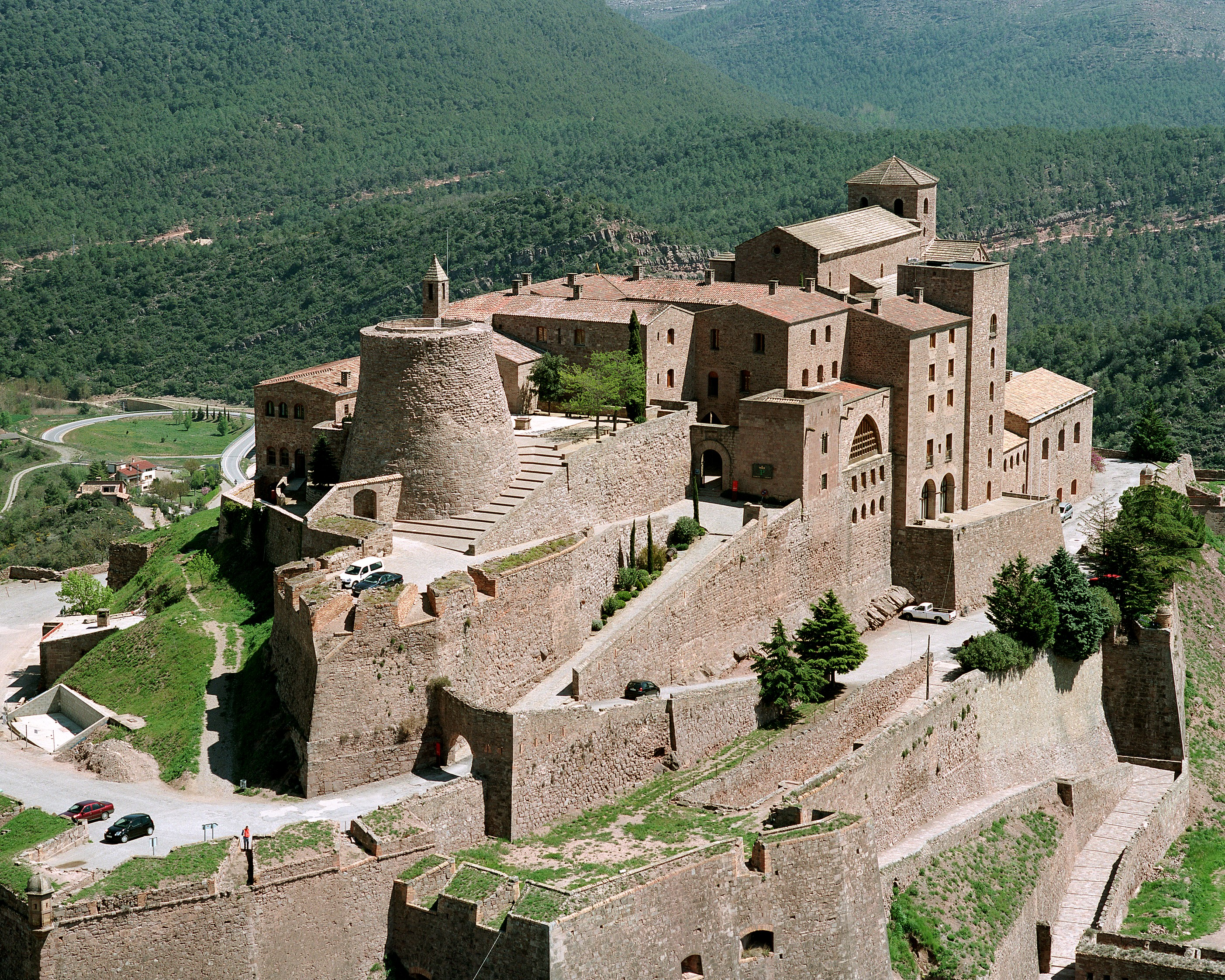
Замок рода Фолк де Кардона, в Кардоне, (Барселона).

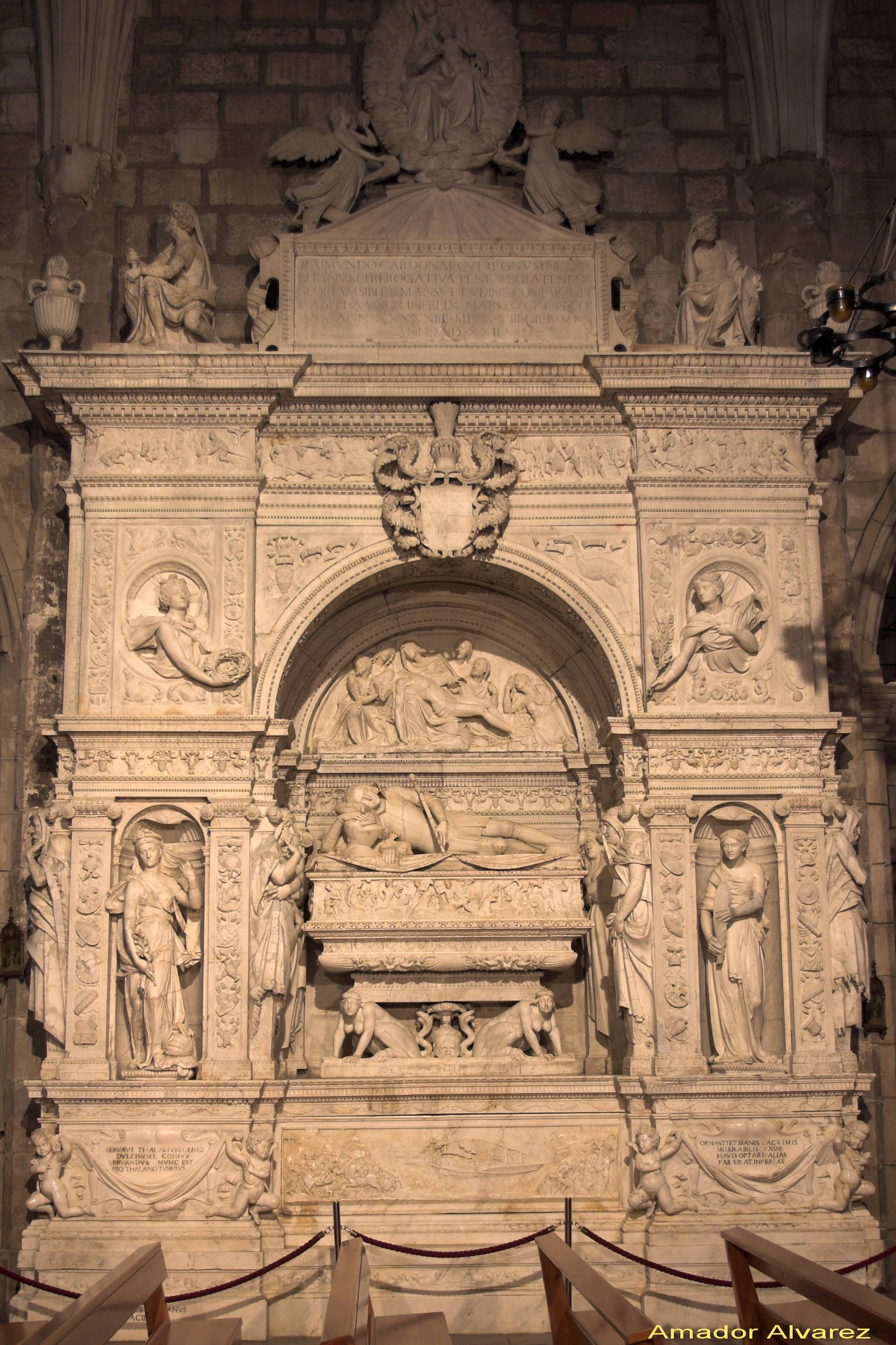
Гробница Рамона Фолка де Кардоны, 1-го герцога де Сомы, Неаполь, Италия

Герцог де Сома — испанский дворянский титул, созданный 12 декабря 1502 года королем Фердинандом II Арагонским для испанского государственного и военного деятеля Рамона Фолка де Кардоны и Рекесенса, 11-го барона де Бельпуча, 1-го графа де Оливето и графа ди Алвито (в Неаполе). Он был сыном Антонио Фолка де Кардоны, 10-го барона Бельпуча, и Кастелланы Рекесенс, баронессы де Линьола. Рамон Фолк де Кардона и Рекесенс, происходил из младшей ветви семьи Кардона, герцогов Кардоны.
В 1893 году король Испании Альфонсо XII восстановил герцогский титул для Альфонсо Осорио де Москосо и Осорио де Москосо (1857—1901), 15-го герцога де Сомы.

## Герцоги де Сома
|                                                | Титул | Период                                         |
| Креация была создана Фердинандом II Арагонским | Креация была создана Фердинандом II Арагонским | Креация была создана Фердинандом II Арагонским |
| ---------------------------------------------- | --- | ---------------------------------------------- |
| I                                              | Рамон Фолк де Кардона-и-Англесола (1467 — 10 марта 1522), сын Антони Фолча де Кардоны, бароне де Бельпуча (ок. 1450—1473), и Кастелланы де Рекесенс (ок. 1450—1511) | 1502-1522                                      |
| II                                             | Фернандо Фолк де Кардона и Рекесенс (20 ноября 1521 — 13 сентября 1571), младший сын предыдущего и Изабель де Рекесенс, графиини де Паламос, де Авеллино и Тривенто, баронессы де Калонже (1498—1534) | 1522-1571                                      |
| III                                            | Луис Фолк де Кардона и Фернандес де Кордова (7 ноября 1548 — 6 марта 1574), старший сын предыдущего и Беатрис Фернандес де Кордовы, 4-й герцогини де Сесса (1523—1553) | 1571-1574                                      |
| IV                                             | Антонио Фернандес де Кордова Фолк де Кардона и Рекесенс (3 декабря 1550 — 6 января 1606), младший брат предыдущего | 1574-1606                                      |
| V                                              | Луис Фернандес де Кордова и Арагон (25 января 1582 — 14 ноября 1642), второй сын предыдущего и Хуаны Фернандес де Кордовы-Кардоны и Арагон (1557—1615) | 1606-1642                                      |
| VI                                             | Антонио Фернандес де Кордова Фолк де Кардона Англесола Арагон и Рекесенс (1600 — январь 1659), единственный сын предыдущего и Марианы де Рохас, 4-й маркизы де Поса (ум. 1630) | 1642-1659                                      |
| VII                                            | Франсиско Мария Фернандес де Кордова Фолк де Кардона Арагон и Рекесенс (17 октября 1626 — 12 сентября 1688), второй сын предыдущего и Тересы Пиментель и Понсе де Леон (1596—1689) | 1659-1688                                      |
| VIII                                           | Феликс Мария Фернандес де Кордова Кардона и Рекесенс (1654 — 3 июля 1709), младший сын предыдущего от первого брака с Изабель Луизой Фернандес де Кордовы | 1688-1709                                      |
| IX                                             | Франсиско Хавьер Фернандес де Кардова Кардона и Рекесенс (20 сентября 1687 — 19 мая 1750), второй сын предыдущего от второго брака с Маргаритой де Арагон и Бенавидес (1664—1702) | 1709-1750                                      |
| X                                              | Буэнавентура Франсиска Фернандес де Кордова Фолк де Кардона Рекесенс и Арагон (2 июня 1712 — 9 апреля 1768), единственная дочь предыдущего и Тересы Мануэлы Фернандес де Кордовы и Гусман (1688—1751) | 1750-1768                                      |
| XI                                             | Вентура Осорио де Москосо и Фернандес де Кордова (1731 — 6 января 1776), единственный сын предыдущей и Вентуры Антони Осорио де Москосо и Гусман Давила и Арагон, 14-го маркиза де Асторга (1707—1746) | 1768-1776                                      |
| XII                                            | Висенте Хоакин Осорио де Москосо-и-Гусман (17 января 1756 — 26 августа 1816), единственный сын предыдущего и Марии де ла Консепсьон де Гусман Гевары и Фернандес де Кордовы (1730—1776) | 1776-1816                                      |
| XIII                                           | Висенте Исабель Осорио де Москосо-и-Альварес де Толедо (19 ноября 1777 — 31 августа 1837), старший сын предыдущего от первого брака с Марией Игнасией Альварес де Толедо и Гонзага (1757—1795) | 1816-1837                                      |
| XIV                                            | Висенте Пио Осорио де Москосо и Понсе де Леон (22 июля 1801 — 22 февраля 1864), старший сын предыдущего и Марии дель Кармен Понсе де Леон и Карвахаль, 6-й герцогини де Монтемар (1780—1813) | 1837-1864                                      |
| Креация восстановлена Альфонсо XIII            | |                                                |
| XV                                             | Альфонсо Осорио де Москосо и Осорио де Москосо (25 мая 1857 — 24 ноября 1901), единственный сын Фернандо Осорио де Москосо и Фернадеса де Кордовы (1815—1867) и Марии Эулалии Осорио де Москосо и Карвахаль, герцогини де Медина де лас Торрес (1834—1892), внук Висенте Хоакина Осорио де Москомо и Гусмана, 12-го герцога де Сома | 1893-1901                                      |
| XVI                                            | Мария Эулалия Осорио де Москосо и Лопес де Ансо (3 июля 1890—1976), младшая дочь предыдущего и Марии Изабель Лопес и Хименес де Эмбун, 2-й баронессы де Ла-Хойосы (род. 1854) | 1901-1976                                      |
| XVII                                           | Хосе Мария Руис де Бусеста и Осорио де Москосо, единственный сын предыдущей и Виктора Телесфоро Руиса де Бусесты и Крузата | 1976 — настоящее время                         |